# Heinäsaari (ö i Norra Karelen, Joensuu, lat 62,85, long 30,60)
Heinäsaari är en ö i Finland. Den ligger i vattendraget Koitajoki och i kommunen Ilomants i den ekonomiska regionen  Joensuu ekonomiska region  och landskapet Norra Karelen, i den sydöstra delen av landet, 400 km nordost om huvudstaden Helsingfors. Öns area är 11,1 hektar och dess största längd är 0,8 kilometer i sydöst-nordvästlig riktning.